# Hirtella rugosa
Hirtella rugosa är en tvåhjärtbladig växtart som beskrevs av Christiaan Hendrik Persoon och Jean-Louis Thuillier. Hirtella rugosa ingår i släktet Hirtella och familjen Chrysobalanaceae. Inga underarter finns listade i Catalogue of Life.